# Monasterio de Santa María de Alaón
El Real Monasterio de Santa María de Alaón, (también conocido como Nuestra Señora de Alaón, o la Abadía de Nuestra Señora de la O ), es un monasterio de la Orden de San Benito, posiblemente del siglo VI, cuyo edificio actual es de estilo románico lombardo de finales del siglo XI, reedificado durante la época cluniacense de la orden sobre un edificio visigótico del siglo VIII. El monasterio se sitúa en el municipio de Sopeira, en la comarca de la Ribagorza de la provincia de Huesca, Aragón, España.

## Arquitectura
Su planta basilical es de tres naves y ábsides cilíndricos con arquerías ciegas, con un campanario en torre cuadrada de 4 pisos. La puerta es dovelada de arco de medio punto con arquivoltas y en su sobre se encuentra un crismón trinitario. El monasterio contaba con un claustro del que sólo quedan algunas bases de las columnas originales.

## Historia
Mantuvo una vida monástica hasta la desamortización de Mendizábal en 1836. Durante la guerra civil española sufrió un incendio que destruyó parte del monasterio y sus bienes. Ha sido restaurado y su estado es correcto.

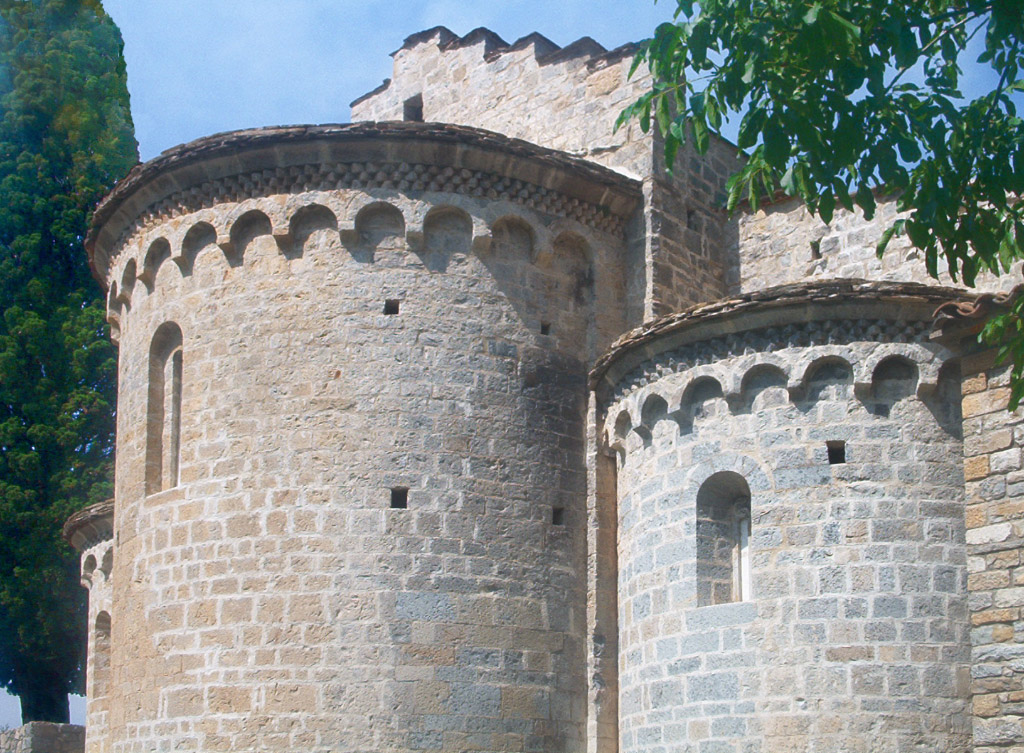
Ábside

Está documentado desde 806 cuando el conde Begón de Tolosa que encargó al abad Crisógono la reorganización del monasterio de Santa María fundado en tiempos de los visigodos, seguramente en el siglo VI. Fue cabecera del pagus ripacurciense bajo la autoridad del obispo de Urgel. Fue destruido por los musulmanes en 1006 y después perdió su carácter monástico con la reforma cluniacense y a finales del siglo XI pasó a depender de Roda de Isábena.
El obispo Ramón Dalmau reforzó el monasterio designando como abad a Bernardo Adelm, monje de San Victorián, y recibió el impulso de la orden benedictina siendo restaurado y adoptando su aspecto actual y fue consagrado por San Ramón (obispo de Roda) el 8 de noviembre de 1123. Entonces tuvo su momento de esplendor y dominó otros templos del entorno que en muchos casos siguieron con la misma estética. El abad era casi un obispo y diputado del reino de Aragón asistiendo a cortes en el noveno lugar a la derecha.
Uno de sus abades, del siglo XVII, fue Benito Latras, quien murió mientras asistía a las cortes el 11 de junio de 1682 y su cuerpo incorrupto fue trasladado a la cripta, dando origen a la leyenda de Cosán (o Cos Sant), que ayudaba a un buen viaje a los caminantes si se le tiraba una moneda.
Mantuvo una vida monástica hasta la desamortización de Mendizábal en 1836, pasando a ser una simple iglesia parroquial del pueblo de Sopeira.
Durante la guerra civil española sufrió un incendio que destruyó parte del monasterio y sus bienes. Además, los restos del abad Benito Latras, fueron quemados ya al inicio de esta, al igual que una talla románica y otros objetos de valor.
Ha sido restaurado y su estado es correcto. Su cartulario es una colección muy importante de documentos (abarcando hasta 327 documentos) referentes al monasterio o dependencias entre 806 y 1245.
Fue protegido como Monumento Histórico-Artístico e incluido en el "Tesoro Artístico Nacional" por el gobierno de la Segunda República en 1931; y declarado Bien de Interés Cultural por el Gobierno de Aragón en 2004.

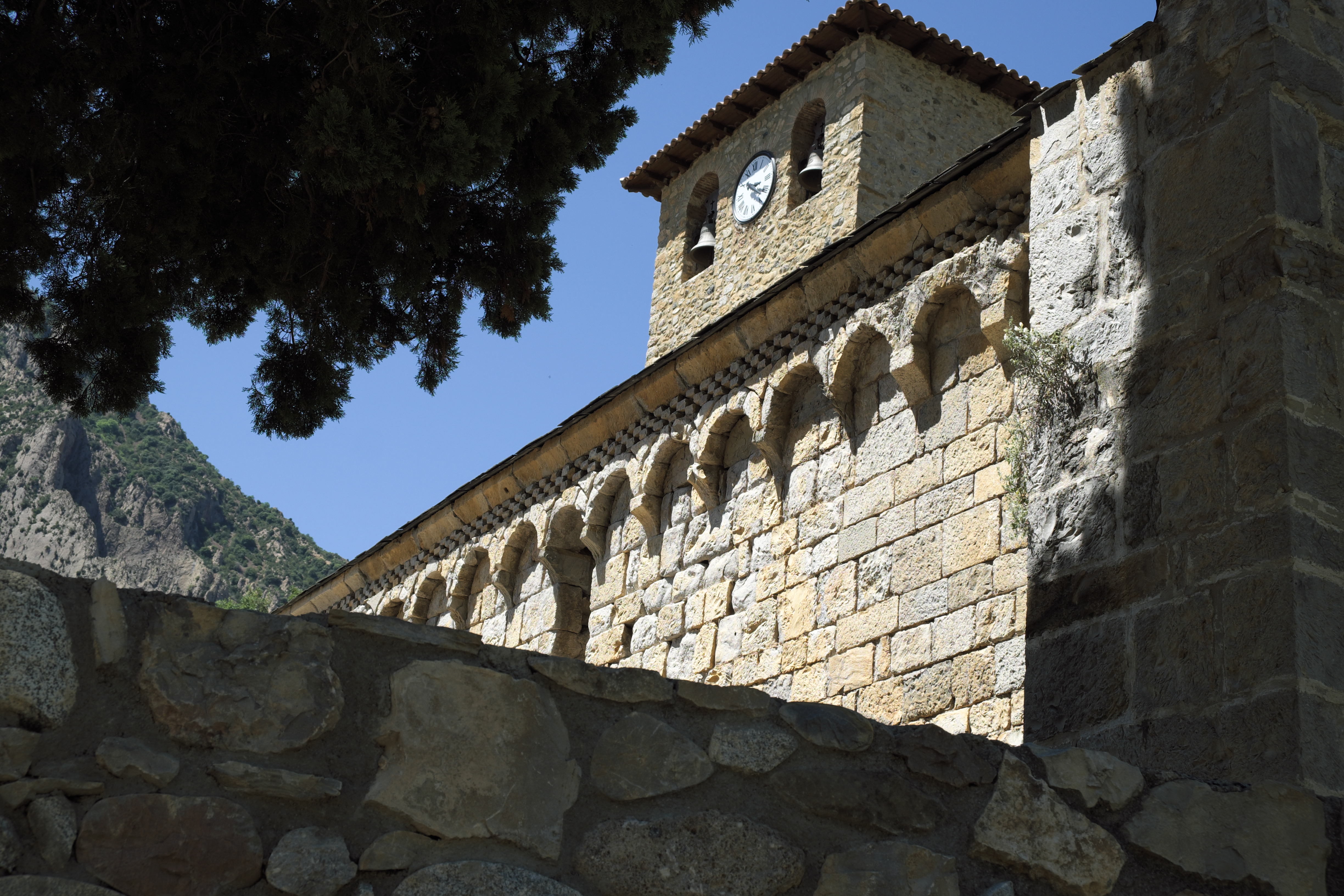
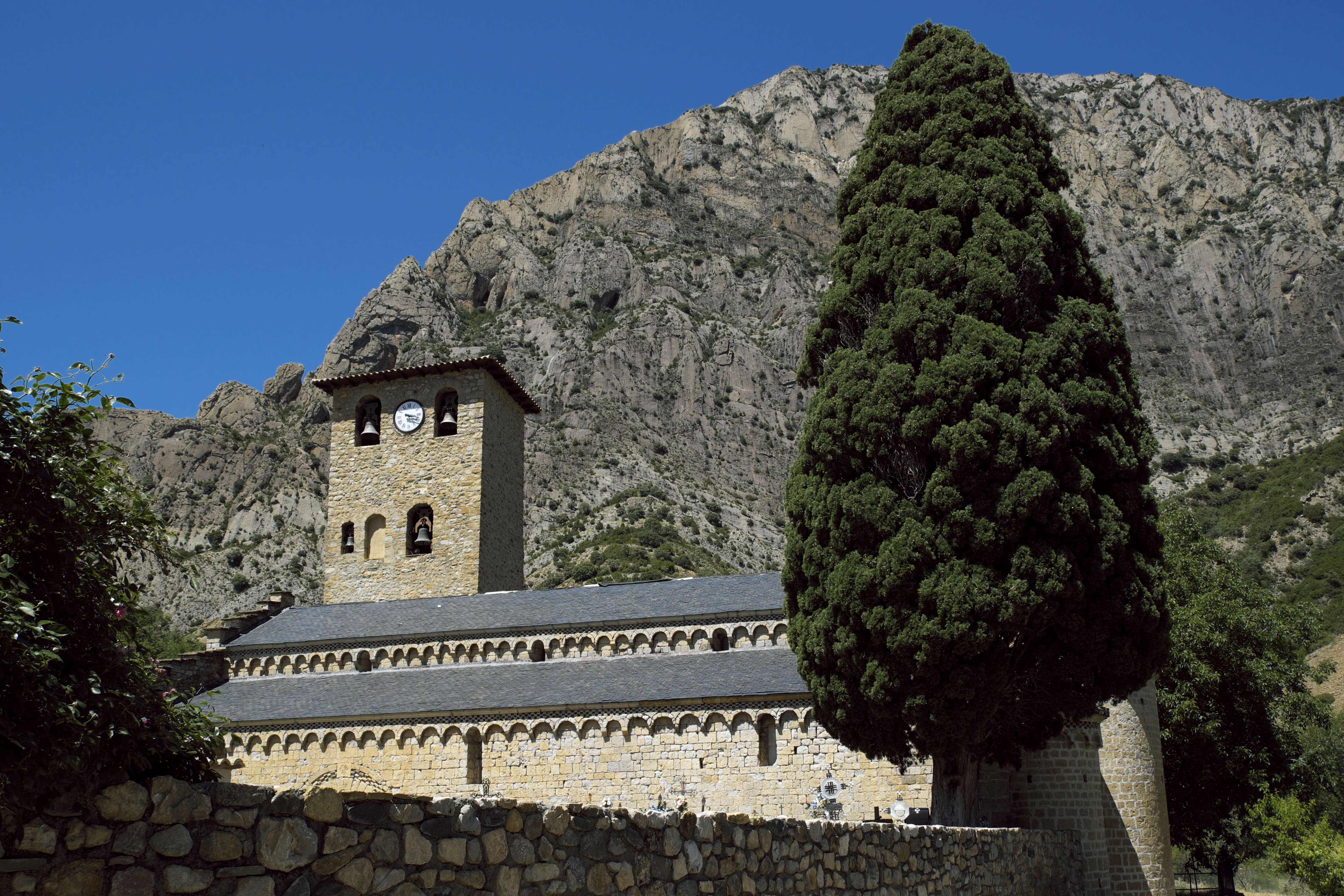
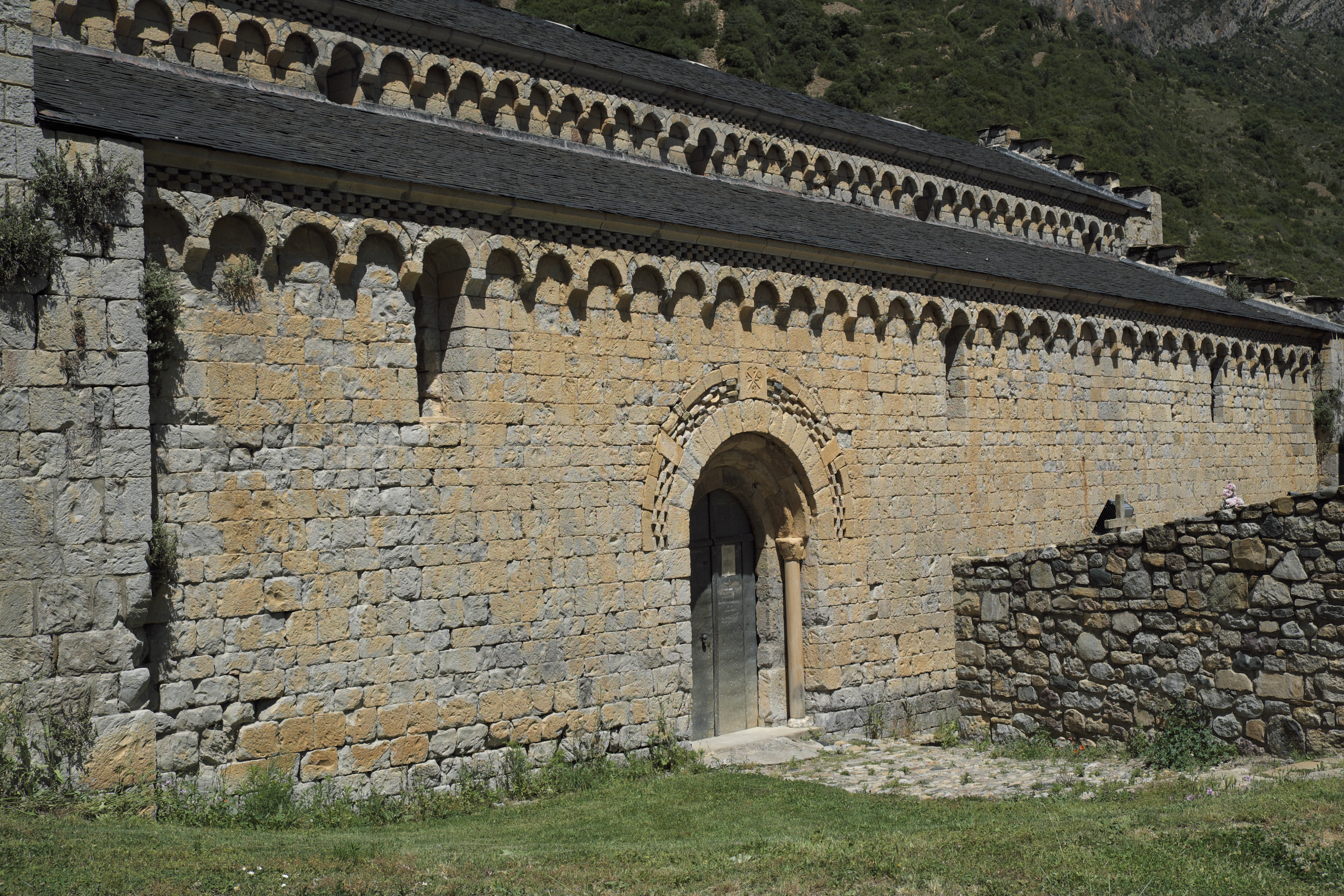
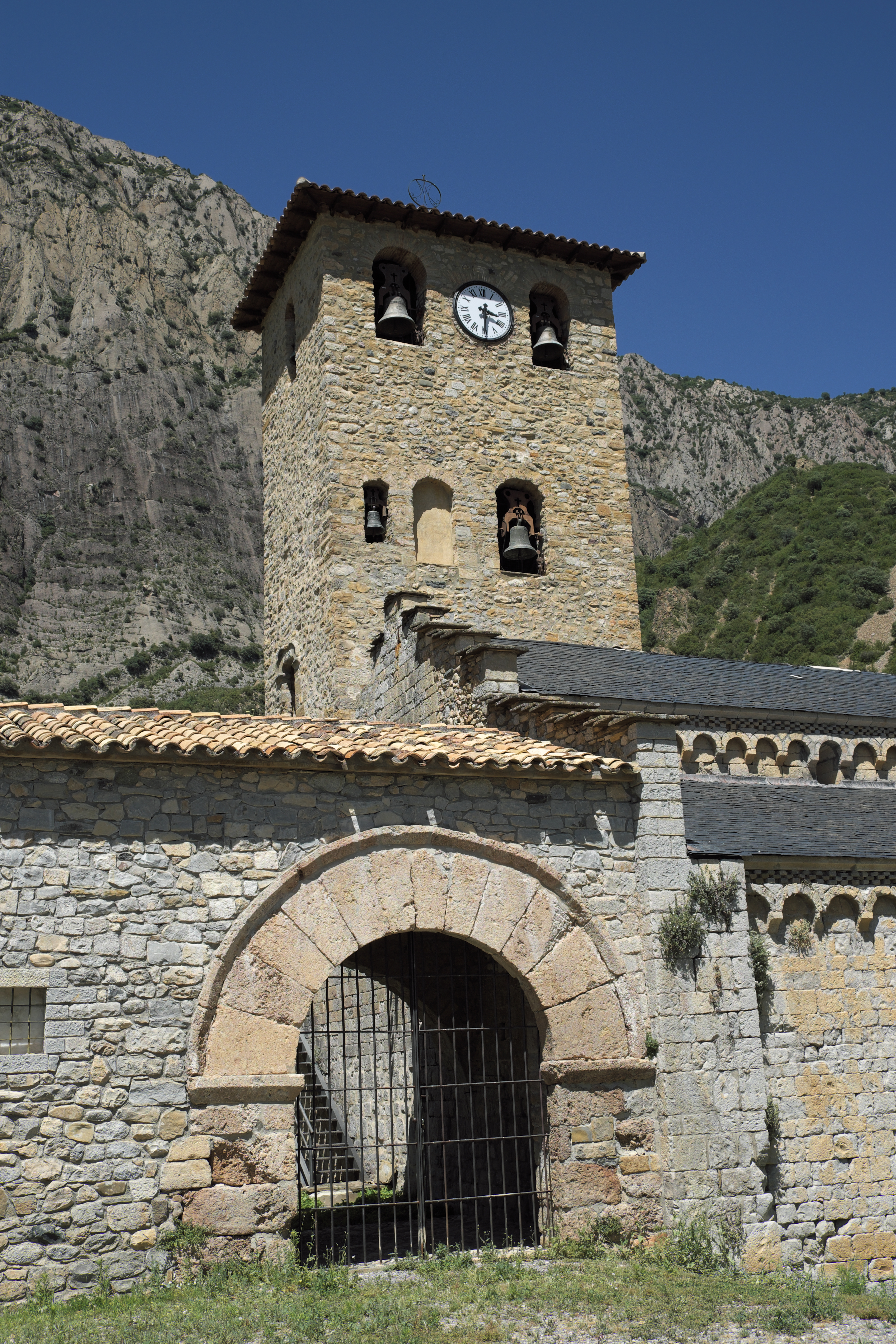